# 大橋エリ
大橋 エリ（おおはし エリ、7月16日 - ）は、日本のグラス・ハープ、マリンバ、打楽器奏者。2024年現在、国内唯一メジャーデビューしているプロ・グラス・ハープ奏者。日本グラスハープ協会会長。クラシック音楽とグラスハープの伝統を次世代へ繋ぎ、教育と文化の両面で重要な役割を果たすアーティスト。
グラスハープの芸術的価値を広めるため、モーツァルトの秘曲K.617「グラスハーモニカのためのアダージョとロンド」の復興伝承演奏に 注力。文化・教育の分野でも影響力を発揮し、楽器の歴史や価値の認知向上に貢献。 2022年、日本グラスハープ協会を設立し、150名以上の会員と共にグラスハープの認知向上に取り組む。教育機関や全国各地での ワークショップやオンラインレッスンを展開し、後進のグラスハープ奏者育成プログラムも立ち上げている。

## 来歴
国立音楽大学器楽学科打楽器専攻卒業。全日本クラシック音楽コンクール全国大会入賞。
2005年よりグラス・ハーピストとして、ホテル、ショー、教育機関、ワークショップ、コンサート、レコーディング、TV、CM、映画出演など全国で精力的に活動。同年erikuo（エリクオ）結成　マリンバ＆ギターand moreで0〜100歳まで楽しめるわくわくコンサートで全国を回っている。
2008年、ポリスターよりerimba with HARCOとしてマリンバ・カバー・アルバム「MARICOVER」でメジャー・デビュー。
2015年4月-、琉球ガラス村TV-CM、キリンビール大学WebCMに出演。
2015年7月、キングレコードよりソロアルバム『ファンタジック☆グラスハープ』でソロ・メジャー・デビュー。NHKスーパーハイビジョンシアター『gift』水の精役出演、演劇集団キャラメルボックス『無伴奏ソナタ』、アニメ『ユーリ!!! on ICE」『3月のライオン』、ドラマ『エンジェル・ハート』劇伴、「ゆず」アルバム『TOWA』など多数のレコーディングにグラス・ハープ演奏にて参加。NHK総合『MUSIC JAPAN』、『ひるまえ ほっと』、NHK教育テレビジョン『ひみつのちかランド』、『ムジカ・ピッコリーノ』、日テレ『ネプ&イモトの世界番付』、テレ朝『天才キッズ全員集合〜君ならデキる!!〜』、NHK総合『バナナ♪ゼロミュージック』、日テレ『THE MUSIC DAY』の嵐VSTHE ALFEEのグラス・ハープ対決、東京メトロポリタンテレビジョン『エクストリームBeauty』などメディア出演多数。
2016年11月、キングレコードより2ndアルバム『Glass harp Christmas』をリリース。
2017年10月、ももいろクローバーZ『Over40武道館ライブ』にソロ演奏でゲスト出演。
2018年1月10日、キングレコードより3rdアルバム『星と花と…グラスハープ・ヒーリング』をリリース。仙台フィルハーモニー管弦楽団、東京交響楽団、山形交響楽団にソリストとして共演。
2024年、NHK朝の連続テレビ小説「虎に翼」大河ドラマ「光る君へ」に演奏参加。世界的なピアニスト斎藤圭土とのコラボレーションで「ミナミ・フライング万博2024夏の陣withミツカン」のテーマ曲の一つ「GLASS WINDOW」を録音、演奏。大河ドラマ「光る君へ」コンサート～沼ル音楽会～ 出演。
2025年3月26日ラリティ（稀）なグラスハープ・モーツァルト集『Rarity -glassharp mozart-』発売、4月1日、初のソロ・リサイタルを東京文化会館小ホールで開催予定。

## 作品

### グラスハープ ソロアルバム
- 『ファンタジック☆グラスハープ』KICS-3202（2015年）
- 『グラスハープ☆クリスマス』KICS-3435（2016年）
- 『星と花と…グラスハープ・ヒーリング』KICS-3667（2018年）
- 『Rarity -glassharp mozart-』KICC-1628（2025年）

### グラスハープ 参加作品
- TVアニメ『ゆびさきと恋々』（2024年）
- NHK朝の連続テレビ小説「虎に翼」（2024年）
- 大河ドラマ「光る君へ」（2024年）
- 甦夢THEATRE「黄金仮面―masque doré―」（2024年）

他、多数

## 出演（2015年以降）
- 琉球ガラス村（2015年4月 - 2017年3月、TV-CM出演）
- キリンビール大学（2015年4月 - ）
- ミツカンフルーツビネガー 編曲、演奏（2016年5月31日 - ）

### テレビ
- 2015年
  - 6月30日 - NHK教育テレビジョン『シャキーン!』（打楽器奏者として出演）
  - 7月24日 - 日本テレビ『ネプ&イモトの世界番付』（グラスハーピストとしてソロ演奏披露）
  - 8月13日 - TBSテレビ『はやドキ!』（グラスハーピストとして生出演、ソロ演奏）
  - 8月31日 - BSスカパー『乃木坂46 真夏の全国ツアー』（打楽器奏者として出演）
- 2016年
  - 5月21日・22日 - NHK教育テレビジョン『ムジカ・ピッコリーノ』
  - 12月1日 - テレビ朝日『天才キッズ全員集合〜君ならデキる!!〜』
- 2017年
  - 2月11日 - NHK『バナナ♪ゼロミュージック』
  - 7月1日 - 日本テレビ『THE MUSIC DAY』（嵐 VS THE ALFEEグラスハープ対決に出演）
  - 9月25日
    - TOKYO MX『エクストリームBeauty』
    - 日本テレビ『KEYABINGO!』（欅坂46に指導）
- 2018年

- 2019年
  - 8月3日 - BSテレビ東京『おんがく交差点』Vol.173（ヴァイオリン.大谷康子と共演）

### ラジオ
- 2015年
  - 7月13日 - エフエム世田谷『レアール』
  - 7月21日 - TBSラジオ『大沢悠里のゆうゆうワイド』（演奏）
  - 8月3日 - 茨城放送『ジェームス英樹のRadio Days』生出演　　
  - 9月5日 - FMやまと『つちやRYU'S BAR』
  - 9月8日
    - 文化放送『グッモニ』（ソロ演奏）
    - NHKラジオ第1放送『午後のまりやーじゅ』

  - 9月16日 - FM世田谷・ミュージックバード『アフタヌーンパラダイス』
  - 12月5日 - FMうらやす「HOT MUSIC COLLECTION」
- 2016年
  - 1月14日 - ベイエフエム『THE PRESENT』（ソロ演奏）
  - 11月16日 - FM世田谷『アフタフーン・パラダイス』
  - 11月19日・20日 - FMやまと『つちやRyu’sBar』
  - 12月5日 - アール・エフ・ラジオ日本『Hello,I Radio』
- 2018年
  - 1月10日 - FM世田谷『アフタフーン・パラダイス』
  - 1月14日 - エフエム東京『森永乳業presents 平原綾香のヒーリング・ヴィーナス』　　　　　
  - 1月22日 - アール・エフ・ラジオ日本「Hello,I Radio」生出演
- 2023年
  - 11月5日 - TBSラジオ「安住紳一郎の日曜天国」生出演[6]

### 映画
- NHKスーパーハイビジョン映画『gift』 - 水の妖精 役 / 演奏

### 紙媒体などのインタビュー
- 西日本新聞（2015年7月21日夕刊）
- 朝日小学生新聞（2015年7月23日）おすすめCDとして掲載
- 夕刊フジ（2015年8月1日）
- 日経新聞（2015年8月19日夕刊）
- 北海道新聞（2015年8月25日夕刊）
- 朝日新聞（2015年9月5日夕刊）
- 日刊スゴい人（2015年12月1日）
- 毎日新聞（2016年1月7日夕刊）
- 上毛新聞（2017年7月31日）
- 月刊「musician」（2024年8月16日）

## 2015年以前の活動など
- 2006年〜2007年 - ホテル シェラトンベイ横浜クリスマスロビーコンサート出演
- 2007年10月28日 - 横浜水道局イベントにてソロ演奏
- 2008年11月14日 - グランドプリンスホテル高輪における千種会ジュエリーコレクションにてウェルカム演奏
- 2009年7月15日 - チェンミンアルバム『Chen Min』参加
- 2010年4月3日 - ダスキンCM『スプラッシュウォーター』演出参加。大橋のぞみに指導
- 2011年
  - 7月17日 - NHK総合『MUSIC JAPAN』（グラスハープをAKB48に指導、共演）
  - 11月17日 - グラスハープリサイタル＠大阪市北区子ども子育てプラザ
- 2012年5月 - 演劇集団キャラメルボックス『無伴奏ソナタ』録音に参加
- 2013年12月 - NHK総合『ひるまえ ほっと』（ソロ演奏）
- 2014年
  - 11月 - NHK総合『ひるまえ ほっと』（「情熱を燃やす女性音楽家」特集）
  - 12月 - テレビ朝日『ガムシャラ!』（4週出演。ジャニーズJr.にグラスハープアンサンブルを編曲、指導）